# Nelson Chamisa
Nelson Chamisa (Fort Victoria, 1978. február 2. –) zimbabwei jogász, politikus.

## Élete
A rhodesiai Fort Victoria (ma Masvingo, Zimbabwe) városában született 1978-ban. A hararei Zimbabwei Egyetemen szerzett diplomát politológiából, nemzetközi kapcsolatokból és jogból, majd később teológiái végzettséget is szerzett. Már középiskolás évei alatt politizált, és emiatt egy időre kizárták a középiskolából.
Huszonegy évesen részt vett a Mozgalom a Demokratikus Változásért (MDC) elnevezésű párt megalapításában, és a párt színeiben, 25 évesen országa legfiatalabb parlamenti képviselőjévé választották. A Robert Mugabe elnök rendszere elleni tevékenysége miatt többször letartóztatták. A 2008-as választást követően létrejövő koalíciós kormányban – 31 évesen, és ezzel a legfiatalabb miniszterként – megkapta a hírközlési tárca vezetését. Előbb az MDC alelnöke lett, majd – mentora, Morgan Tsvangirai 2018 februári halála követően – a párt élére választották.
A 2018-as elnökválasztáson – amelyen a szavazópolgárok először járulhattak urnákhoz Mugabe korábbi elnök megbuktatása óta – pártja színeiben mérettette meg magát, azonban alulmaradt a Zimbabwei Afrikai Nemzeti Unió–Hazafias Front (ZANU-PF) kormánypárt jelöltje, a 75 éves Emmerson Mnangagwával szemben. A július 30-án tartott választások viszonylag békésen zajlottak, de az azt követő események megmutatták, hogy az ország mélyen megosztott, és a biztonsági erők rendkívül keményen lépnek fel a tiltakozókkal szemben. Négy nappal később – az ország igazságszolgáltatásának függetlenségét megkérdőjelezve – bejelenti, hogy nem fordul bírósághoz az elnökválasztás eredménye miatt.